# Вілейська ГЕС
Ві́лейська ГЕС — мала гідроелектростанція Білорусі. Першу чергу станції введено в експлуатацію в 1997, другу чергу — у 2002 році. ГЕС Розташована на річці Няріс, на греблі Вілейського водосховища. Потужність 2000 кВт. Перебуває на балансі «Мінськводоканала». При будівництві першої черги встановлено дві турбіни типу ГА-8 потужністю по 500 кВт кожна, при будівництві другої черги — ще дві турбіни типу ГА-8 потужністю по 500 кВт кожна. Роботи виконували «Мінськводоканал», «Мала енергетика» та інші.

## Ресурси Інтернету
- Вілейська ГЕС [Архівовано 2 вересня 2016 у Wayback Machine.] (рос.)

| Білорусь | Це незавершена стаття з географії Білорусі. Ви можете допомогти проєкту, виправивши або дописавши її. |